# Віслюча шкіра
«Віслюча шкіра» («Peau d'âne») — французький музичний фільм-казка 1970 року, знятий режисером Жаком Демі, з Катрін Денев у головній ролі.

## Сюжет
За казкою Шарля Перро. Овдовілий король — за обітницею, даною дружині, — може знову одружитися лише з дівчиною, яка буде ще прекраснішою, ніж покійна королева. Але з усіх жінок є лише одна така: його власна дочка. Король вирішує одружитися з дочкою. Юна принцеса з жахом просить допомоги у феї, своєї хрещеної. За порадою феї вона вимагає в батька три сукні, які пошити неможливо, але батько доставляє їй сукні. Тоді вона вимагає шкіру старого віслюка, який особливо дорогий королю: чарівний осел справляє потребу золотими монетами. Король погоджується. Принцеса, загорнувшись у шкіру віслюка, біжить із палацу й ховається у селян. Лише іноді, залишившись сама в хатині, вона знімає шкіру. Її помічає прекрасний принц і одразу закохується.

## У ролях
- Катрін Денев — Принцеса
- Жан Маре — Король
- Жак Перрен — Принц
- Дельфін Серіг — Фея Бузку
- Мішлен Прель — Червона Королева
- Фернан Леду — Червоний Король
- П'єр Репп — Тібо
- Саша Пітоєфф — прем'єр-міністр
- Анрі Кремйо — головний лікар
- Габріель Жаббур — головний кравець
- Сільвен Корте — Годфруа
- Патрік Прежан — Аллар
- Луїза Шевальє — стара
- Жорж Аде — вчений
- Жан-Марі Бон — возничий
- Роман Бутей — шарлатан
- Мішель Делай — міністр
- Мішель Мардор — роль другого плану
- Гі Д'Аву — роль другого плану
- Поль Боніфас — роль другого плану
- Жан Деніел — роль другого плану
- Люсьєн Фрежі — роль другого плану
- П'єр Ріш — роль другого плану
- Симона Гізен — роль другого плану
- Софі Мер — роль другого плану
- Ані Саварен — роль другого плану
- Аннік Берже — роль другого плану
- Мартін Леклерк — роль другого плану
- Женев'єв Тіньє — роль другого плану
- Дороте Бланк — роль другого плану
- Андре Тенсі — роль другого плану
- Крістін Орель — роль другого плану
- Маріон Лоран — роль другого плану
- Мод Райє — роль другого плану
- Жан Деграв — роль другого плану
- Бернар Мюсон — роль другого плану
- Жан Валері — шевальє
- Рюфюс — роль другого плану
- Ів Піньйо — роль другого плану
- Колюш — роль другого плану
- Розалі Варда — роль другого плану
- Габріель Сінк — посильний
- Міріам Буайє — епізод
- Жан Серві — оповідач

## Знімальна група
- Режисер — Жак Демі
- Сценарист — Жак Демі
- Оператор — Гіслен Клоке
- Композитор — Мішель Легран
- Художник — Жак Дюжьєд
- Продюсер — Маг Бодар